# Aumunder Kirche

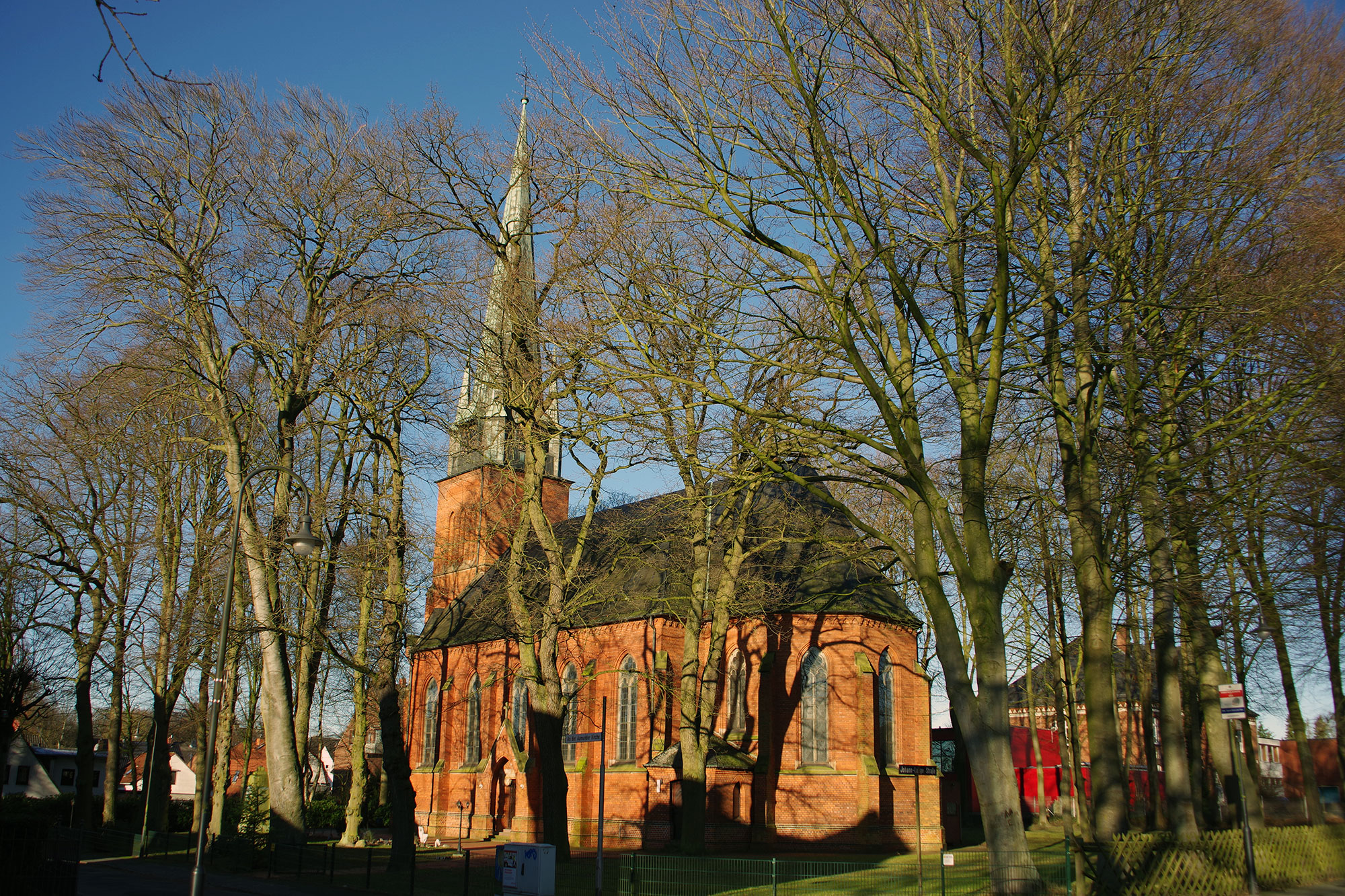
Kirche Alt Aumund Bremen

Die Aumunder Kirche, bzw. Alt-Aumunder-Kirche, ist das Gotteshaus der Kirchengemeinde der Bremischen Evangelischen Kirche in Bremen-Vegesack, Ortsteil Aumund.
1977 wurde die Aumunder Kirche unter Denkmalschutz gestellt.

## Geschichte
Die neugotische, rotsteinsichtige Stufenhallenkirche wurde von 1876 bis 1877 nach Plänen des Oldenburger Baurats Ludwig Wege nach Konstituierung der Kirchengemeinde in dem bis 1939 selbständigen und zur preußischen Provinz Hannover gehörenden Ort Aumund errichtet. Die Halle der Kirche wird durch schlanke Holzstützen in drei Kirchenschiffe zu je sechs Jochen unterteilt und östlich durch einen runden Chor abgeschlossen. Der quadratische Westturm aus Backsteinen hat einen achteckigen, mit Kupfer gedeckten Turmhelm, der an den vier Ecken durch Fialtürmchen verziert ist. Vier Uhren befinden sich zwischen den Türmchen.

### Innen
Die Ausmalung des Triumphbogens als Chorabschluss zeigt den thronenden Christus, flankiert von Engeln sowie seitlich Moses und Paulus. Die ornamentalen Ausmalungen des Chorgewölbes von 1909/1910 in Leimfarbentechnik stammen von dem Hannoveraner Kirchenmaler Karl Bohlmann (1877–1929), der auch die Ausmalung der von St. Michael im Nachbarort Grohn realisiert hatte. Diese Ausmalung wurden 1952 vom Maler Hermann Oetken aus Delmenhorst übermalt. Der Restaurator Matthias Seefried hat die ursprüngliche Ausmalung wieder freigelegt und mittels Punktretusche überarbeitet. Diese Arbeit wurde mit dem Bremer Denkmalpflegepreis 2010 ausgezeichnet.

## Kirchengemeinde
Die Ev. luth. Kirchengemeinde Alt-Aumund unterhält einen Kindergarten, den Erwachsenen- und Posaunenchor, verschiedene Gesprächskreise sowie den ev.-luth. Friedhof Alt-Aumund am Johann-Fromm-Weg 4. Die Christophorusgemeinde Aumund-Fähr, mit der ein gemeinsames Gemeindebüro unterhalten wird, hat sich 1959 von der Alt-Aumund Gemeinde getrennt.

## Weblink
- Kirchengemeinde Alt-Aumund